# Икталуровые
Икталуровые, или кошачьи сомы (лат. Ictaluridae), — семейство рыб из отряда сомообразных (Siluriformes). Обитают в пресных водах Северной Америки на юг до Гватемалы.
Некоторые виды разводят в прудах. Американский сомик (Ameiurus nebulosus) завезён в Европу как объект прудоводства, после чего проник в речные системы, в том числе Беларуси и Западной Украины. Возможна встреча в западных областях России. Канальный сомик (Ictalurus punctatus) также был завезён в Европу, с 1972 года разводится в прудах в бассейне Кубани. Проник в речную систему Кубани, и Дона, где отмечено самовоспроизводство в водоемах с теплыми сбросными водами при ГРЭС и ТЭЦ. Разводится в прудовых хозяйствах Подмосковья.
Мелкие виды популярны для выращивания в аквариумах.
Ловля оливковых сомов (Pylodictis olivaris) голыми руками — нудлинг, является популярным в США хобби.

## Систематика
- Ameiurus — Кошачьи сомы (род)
- Ictalurus — американские сомики, или американские сомы-кошки
- Noturus — Нотурусы, или каменные сомики[4]
- Prietella — Слепые сомы-приетеллы[4]
- Pylodictis — Американские кошачьи сомики-пилодиктисы
- Satan — Широкоротые слепые сомики[4]
- Trogloglanis — Аамериканские кошачьи сомики-троглогланисы[4]